# Thomas de Lucy, 2. Baron Lucy
Thomas de Lucy, 2. Baron Lucy (auch Thomas Lucy, † 5. Dezember 1365 in London) war ein englischer Adliger und Militär. 
Thomas Lucy war der älteste Sohn von Anthony Lucy, 1. Baron Lucy und dessen Frau Elizabeth. Zu Beginn des Hundertjährigen Kriegs nahm er an den Kämpfen in Flandern teil. Als es jedoch an der Schottischen Grenze zu neuen Kämpfen kam, gehörte Lucy zu den englischen Truppen in Nordengland, wo er 1346 an der siegreichen Schlacht von Neville’s Cross teilnahm. Noch zu Lebzeiten seines Vaters war er 1342 in das Parlament berufen worden. Nach dem Tod seines Vaters 1343 erbte er dessen Besitzungen in Nordengland und wurde als Baron Lucy zu den Parlamentssitzungen einberufen. 
Er heiratete im November 1329 Margaret de Multon, eine Tochter von John de Multon, 2. Baron Multon de Egremont, mit der er mehrere Kinder hatte, darunter:
- Anthony Lucy, 3. Baron Lucy (vor 1341–1368);
- Reynold Lucy († vor 1369);
- Maud de Lucy, 5. Baroness Lucy (um 1344–1398), ⚭ (1) Gilbert de Umfraville, 9. Earl of Angus, ⚭ (2) Henry Percy, 1. Earl of Northumberland.

Seine Frau erbte nach dem Tod ihres Bruders 1334 einen Teil der feudalen Baronie Egremont in Cumberland. Lucys Erbe wurde zunächst sein Sohn Anthony, der jedoch bereits drei Jahre nach seinem Vater starb. Die einzige Tochter Anthonys, Joan, starb bereits als Kind 1369 kurz nach ihrem Vater. Da auch Thomas zweiter Sohn Reynold kinderlos gestorben war, wurde schließlich Thomas Tochter Maud seine Erbin.